# ماتياس فيرا
ماتياس فيرا (بالإسبانية: Matías Vera)‏ هو لاعب كرة قدم أرجنتيني، ولد في 20 نوفمبر 1995 في بوينس آيرس في الأرجنتين. لعب مع نادي أوهيجينس ونادي سان لورينزو ونويفا شيكاجو وهيوستن دينامو.

## وصلات خارجية
- ماتياس فيرا على موقع الدوري الأمريكي (الإنجليزية)
- ماتياس فيرا على موقع قاعدة بيانات كرة القدم.إي يو (الإنجليزية)
- ماتياس فيرا على موقع Soccerway.com (الإنجليزية)
- ماتياس فيرا على موقع عالم كرة القدم.نت (الإنجليزية)